# تورومتای‌کول
تورومتای‌کول (به لاتین: Turumtaykul) یک دریاچه در تاجیکستان است که در ولایت خودمختار بدخشان کوهستانی واقع شده‌است.